# Хајдучица
Хајдучица је насеље у општини Пландиште, у Јужнобанатском округу, у Србији. Према попису из 2022. било је 829 становника.

## Историја
Хајдучица се као насеље помиње почетком 15. века. Наиме, 1405. године на овим просторима постоји насеље под називом "Херчекиос", по Феликсу Милекеру, које 1465. године Михаило Силађи добија као краљевску донацију. Ово насеље под Турцима пропада и кроз историју се помиње као пољско добро које треба населити. У тим тежњама, добро је 1774. године уступљено војним инвалидима, да би у току исте године било додељено Немачко – банатској граничарској регименти.
У периоду од 1783 – 1789. године добро под називом „Хајдучка греда“ површине 4092 ланца дато је у закуп за 500 тадашњих новчаних јединица (форинти). Коначно 1800. године прелази у власништво велепоседника Љубомира Стевана (односно Иштвана) Дамаскина де Немети. У тежњи да насели ове просторе Дамаскин је 1809. године на своје имање доселио прве поданике. Ти првобитни мештани новооснованог насеља, њих око 500, били су обични најамни радници који су посебним уговорима били везани за обрађивање земљишта на овом имању. По националности били су, како је то у својој књизи записао евангелистички свештеник из Шандорфа (данашњег Јаношика) А. Крунх, римокатолички Мађари и око 30 породица евангелистичких Словака. Постоји више извора о националном саставу првобитних мештана Хајдучице. Тако Феликс Милекер у својој „Хроници подунавских земаља“ тврди да су први мештани Хајдучице, поред Словака, били и Немци из Бачке. Године 1828. одселили су се Немци, а на њихова места доселили су се Бугари. Већ 1838. године и они су се одселили у Барачхазу. Такође и многи Словаци су се одселили, неки у Брешће и Бућин, а неки у Клоподију и Шандорф. На њихова места доселили су се неки други Словаци из Њитре. Коначно, почели су се полако насељавати евангелистички Немци из Бачке, највише 1839. године
У сваком случају, непобитна чињеница је да су они своје радничке кућице изградили на локацији око једног километра југозападно од садашње локације насеља, ближе тадашњем Терезијанском каналу, данас "Дунав–Тиси–Дунаву". Само годину дана касније Словаци су овде имали и своју прву школу, а први учитељ је био Јан Бењач. Ново насеље је било у великој котлини, чак 5–6 метара нижој од околних терена. Било је то мочварно земљиште изложено честим поплавама јер Терезијански канал тада није био ограђен високим насипима, а о каналу Брзава тада још није било ни речи. Због тога је ово насеље на првобитној локацији издржало само 15 година. Велике поплаве 1824. године су натерале један део мештана да се исели, док су остали, који су били верни свом властелину, ново насеље основали на данашњој локацији у непосредној близини властелинског дворца.
У новосновано село 1826. досељава се већа група Словака из Падине. Одмах по свом доласку, они оснивају евангелистичку црквену заједницу која је првих година била у саставу евангелистичке црквене општине у Падини. Већ 1829. године у насељу живи 500 Словака евангелиста што је довољан број за осамостаљење црквене општине. Први евангелистички свештеник био је Шћефан Јастребињи. Та 1829. година значајна је по томе, што је ново насеље по свом оснивачу добило име "Иштванфалва", односно "Иштваново" село. Ново насеље је прву школску зграду добило 1826. године, саграђену на земљишту тадашње словачке државне школе.
Како је изгледала Хајдучица у првим годинама њеног постојања тешко је рећи јер о томе нема писаних докумената. Прве писане записе о томе налазимо у листу „Долноземски Словак“ из 1902. године. Дугогодишњи хајдучички евангелистички свештеник Емил Колењи тада се подсетио на свој долазак на службовање у ово место. Он је написао : Било је то у јесен 1869. године, када сам из правца Дете улазио у Хајдучицу. Језа ми је прошла телом над призором који сам видео. Кућерци мали, као колибе, прекривени тулузином или старом трском. Прозори су били на њима тако мали, да је човек кроз њих једва могао главу да провуче. На сваких десет метара смо застајали да бисмо очистили блато са точкова. Испред кућа, вероватно да би комшије могле да се посећују, направљене су стазе од стајског ђубрива. Од истог материјала сазидане су и ограде око дворишта. А у двориштима велике гомиле стајњака, кола, плугови и друге алатке под ведрим небом. Овај свештеник даље наводи да је тек касније, првих дана боравка у овом месту, сазнао да овдашњи мештани у то време стајњак нису користили за ђубрење њива, а пошто су се, између осталог, бавили и сточарством, то објашњава да га је било у изобиљу на улици, па и око и у дворишту. Касније када је покушао да сељацима, својим парохијанима, објасни предности изношења стајњака на њиве, наилазио је на жесток отпор људи, који су говорили да су њихови преци годинама тако радили, па што би они сада то мењали.
Године 1829. основана је евангелистичка парохија. 1845. вратили су се они из Брешћа. 1862-63. сазидана је евангелистичка црква, саграђена 1863. на којој је торањ изграђен 1895. године. У својој прошлости Хајдучица је више пута страдала. Најпре је у три наврата 1831. године, затим 1836. и 1849. године становништво покосила колера.
Због отпора тадашњих велепоседника, банатски граничари су 8. септембра 1848. године спалили и опљачкали практично цело село, а у два наврата 1862. и 1871. године Хајдучица страда од поплава. Миграције становништва су у том периоду честа појава. Тако од 1839. до 1869. године забележена је значајна колонизација Немаца из Бачке, а 1838. су се из села иселили сви Бугари. У исто време, хајдучички Словаци су одлазили у Шандорф (садашњи Јаношик) и Хертеленду (садашњу Војловицу) али су се одатле и враћали, и долазили нови из Њитре у данашњој Словачкој. У „Хроници подунавских земаља" Феликса Милекера сазнајемо да је број становника Хајдучице 1869. године износио 1762, затим 1880- 1511 становника, 1890 – 1437, 1900 – 1620 и 1910 – 1717.

## Срби у Хајдучици
Коначно, значајан моменат у историји места догодио се почетком 1890-их година, када је оснивач места Иштван Дамаскин на лицитацији своје имање од 4000 катастарских јутара ораница, 100 јутара шуме, 4 мајура, дворац са лепо уређеним парком, великим воћњаком и виноградом продао породици Дунђерски за 670.000 златника. Дворац „Дамаскин“ је био власништво сенатора Стојана Јовановића и његове супруге Олге, ћерке Лазара Дунђерског.
Пред Други светски рат земљопоседница Олга Јовановић је 1938-1939. године као своју задужбину, подигла православни храм у стилу "Лазарице", посвећен Св. Арханђелима. Иконостас је 1939. године осликао руски сликар Дики. Тај храм ће од 1985. године прерасти у манастирску цркву, новог православног манастира посвећеног Преподобном Рафаилу Банатском хиландарском калуђеру. Рафаило је био познати подвижник и исцелитељ који је умро у Великом Бечкереку, почетком 18. века, а канонизован као "Преподобни" 1965. године. Прве становнике, четири монахиње које су прешле из манастира Месића, примио је манастир Хајдучица тек у последње време.
Почетком 21. века православци Срби у Хајдучици су без организоване парохије, а опслужује их свештеник из Конака. У месту има 185 српских домова са 500 православних душа.
Године 1921. бележимо још једну значајну колонизацију насеља, које сада већ носи назив Хајдучица. На посед Олге Јовановић – Дунђерски доселило се 70 породица добровољаца са Солунског фронта, из Херцеговине који су до 1926. године живели у бирошким становима, да би касније изградили куће у делу насеља који се и данас зове „Колонија“. Те 1921. године – Хајдучица броји 1947 мештана, од чега највише Немаца и Словака, а има и Срба, Мађара, Румуна... Коначно, последња већа колонизација извршена је у послератном периоду. Из политичких разлога Хајдучицу и државу су напустили такорећи сви Немци, а њихове домове 1947. године је населило 40 породица из Македоније, из општина Крива Паланка, Гостивар и Тетово, а нешто касније мањи број Срба из Јужне Србије.

## Демографија
У насељу Хајдучица живи 1099 пунолетних становника, а просечна старост становништва износи 41,3 година (40 код мушкараца и 42,6 код жена). У насељу има 535 домаћинстава, а просечан број чланова по домаћинству је 2,56 (попис 2002).
Становништво у овом насељу веома је нехомогено, а у последња три пописа, примећен је пад у броју становника.
|  |

| Демографија | Демографија | Демографија |
| Година      | Становника  | Становника  |
| ----------- | ----------- | ----------- |
| 1948.       | 1.772       |             |
| 1953.       | 1.849       |             |
| 1961.       | 1.880       |             |
| 1971.       | 1.834       |             |
| 1981.       | 1.519       |             |
| 1991.       | 1.456       | 1.378       |
| 2002.       | 1.375       | 1.570       |
| 2011.       | 1.150       |             |

| Етнички састав према попису из 2002.‍ | Етнички састав према попису из 2002.‍ | Етнички састав према попису из 2002.‍ | Етнички састав према попису из 2002.‍ | Етнички састав према попису из 2002.‍ |
| ------------------------------------ | ------------------------------------ | ------------------------------------ | ------------------------------------ | ------------------------------------ |
|                                      |                                      |                                      |                                      |                                      |
| Словаци                              | Словаци                              |                                      | 579                                  | 42,10%                               |
| Срби                                 | Срби                                 |                                      | 419                                  | 30,47%                               |
| Мађари                               | Мађари                               |                                      | 159                                  | 11,56%                               |
| Македонци                            | Македонци                            |                                      | 123                                  | 8,94%                                |
| Југословени                          | Југословени                          |                                      | 24                                   | 1,74%                                |
| Румуни                               | Румуни                               |                                      | 9                                    | 0,65%                                |
| Немци                                | Немци                                |                                      | 9                                    | 0,65%                                |
| Албанци                              | Албанци                              |                                      | 5                                    | 0,36%                                |
| Хрвати                               | Хрвати                               |                                      | 4                                    | 0,29%                                |
| Бугари                               | Бугари                               |                                      | 4                                    | 0,29%                                |
| Буњевци                              | Буњевци                              |                                      | 3                                    | 0,21%                                |
| Роми                                 | Роми                                 |                                      | 2                                    | 0,14%                                |
| Црногорци                            | Црногорци                            |                                      | 1                                    | 0,07%                                |
| непознато                            | непознато                            |                                      | 3                                    | 0,21%                                |

| \| \| м \| \| \| ж \| \| ? \| 0 \| \| \| 5 \| \| 80+ \| 9 \| \| \| 13 \| \| 75—79 \| 21 \| \| \| 34 \| \| 70—74 \| 36 \| \| \| 55 \| \| 65—69 \| 40 \| \| \| 63 \| \| 60—64 \| 30 \| \| \| 56 \| \| 55—59 \| 29 \| \| \| 41 \| \| 50—54 \| 40 \| \| \| 34 \| \| 45—49 \| 68 \| \| \| 41 \| \| 40—44 \| 74 \| \| \| 56 \| \| 35—39 \| 49 \| \| \| 33 \| \| 30—34 \| 49 \| \| \| 51 \| \| 25—29 \| 35 \| \| \| 38 \| \| 20—24 \| 30 \| \| \| 35 \| \| 15—19 \| 43 \| \| \| 51 \| \| 10—14 \| 40 \| \| \| 34 \| \| 5—9 \| 38 \| \| \| 42 \| \| 0—4 \| 28 \| \| \| 34 \| \| Просек : \| 40,0 \| \| \| 42,6 \| |      |  |  |      |
| |      |  |  |      |
| | м    |  |  | ж    |
| ? | 0    |  |  | 5    |
| 80+ | 9    |  |  | 13   |
| 75—79 | 21   |  |  | 34   |
| 70—74 | 36   |  |  | 55   |
| 65—69 | 40   |  |  | 63   |
| 60—64 | 30   |  |  | 56   |
| 55—59 | 29   |  |  | 41   |
| 50—54 | 40   |  |  | 34   |
| 45—49 | 68   |  |  | 41   |
| 40—44 | 74   |  |  | 56   |
| 35—39 | 49   |  |  | 33   |
| 30—34 | 49   |  |  | 51   |
| 25—29 | 35   |  |  | 38   |
| 20—24 | 30   |  |  | 35   |
| 15—19 | 43   |  |  | 51   |
| 10—14 | 40   |  |  | 34   |
| 5—9 | 38   |  |  | 42   |
| 0—4 | 28   |  |  | 34   |
| Просек : | 40,0 |  |  | 42,6 |

| Година пописа     | 1948. | 1953. | 1961. | 1971. | 1981. | 1991. | 2002. |
| ----------------- | ----- | ----- | ----- | ----- | ----- | ----- | ----- |
| Број домаћинстава | 445   | 493   | 510   | 519   | 505   | 511   | 535   |

| Број чланова      | 1   | 2   | 3  | 4   | 5  | 6 | 7 | 8 | 9 | 10 и више | Просек |
| ----------------- | --- | --- | -- | --- | -- | - | - | - | - | --------- | ------ |
| Број домаћинстава | 142 | 169 | 73 | 113 | 24 | 8 | 1 | 1 | 2 | 2         | 2,56   |

| Пол    | Укупно | Неожењен/Неудата | Ожењен/Удата | Удовац/Удовица | Разведен/Разведена | Непознато |
| ------ | ------ | ---------------- | ------------ | -------------- | ------------------ | --------- |
| Мушки  | 553    | 160              | 342          | 27             | 23                 | 1         |
| Женски | 606    | 96               | 344          | 148            | 16                 | 2         |
| УКУПНО | 1.159  | 256              | 686          | 175            | 39                 | 3         |

| Пол    | Укупно                    | Пољопривреда, лов и шумарство | Рибарство                            | Вађење руде и камена | Прерађивачка индустрија       |
| ------ | ------------------------- | ----------------------------- | ------------------------------------ | -------------------- | ----------------------------- |
| Мушки  | 289                       | 171                           | 0                                    | 1                    | 49                            |
| Женски | 203                       | 62                            | 0                                    | 0                    | 77                            |
| Укупно | 492                       | 233                           | 0                                    | 1                    | 126                           |
|        |                           |                               |                                      |                      |                               |
| Пол    | Производња и снабдевање   | Грађевинарство                | Трговина                             | Хотели и ресторани   | Саобраћај, складиштење и везе |
| Мушки  | 0                         | 26                            | 11                                   | 1                    | 6                             |
| Женски | 0                         | 1                             | 20                                   | 0                    | 2                             |
| Укупно | 0                         | 27                            | 31                                   | 1                    | 8                             |
|        |                           |                               |                                      |                      |                               |
| Пол    | Финансијско посредовање   | Некретнине                    | Државна управа и одбрана             | Образовање           | Здравствени и социјални рад   |
| Мушки  | 0                         | 1                             | 6                                    | 9                    | 3                             |
| Женски | 2                         | 1                             | 2                                    | 7                    | 27                            |
| Укупно | 2                         | 2                             | 8                                    | 16                   | 30                            |
|        |                           |                               |                                      |                      |                               |
| Пол    | Остале услужне активности | Приватна домаћинства          | Екстериторијалне организације и тела | Непознато            | Непознато                     |
| Мушки  | 3                         | 0                             | 0                                    | 2                    | 2                             |
| Женски | 1                         | 0                             | 0                                    | 1                    | 1                             |
| Укупно | 4                         | 0                             | 0                                    | 3                    | 3                             |

## Галерија
- Манастир Хајдучица
- Евангелистичке цркве у селу — нова у изградњи и стара